# Withius simoni
Espèce
Synonymes
- Chelifer simoni Balzan, 1892

Withius simoni est une espèce de pseudoscorpions de la famille des Withiidae.

## Distribution
Cette espèce se rencontre au Cap-Vert, au Sénégal, en Guinée-Bissau, en Sierra Leone, en Côte d'Ivoire, au Togo, à Sao Tomé-et-Principe, en Guinée équatoriale, au Cameroun, au Tchad, en Érythrée, en Ouganda, au Congo-Kinshasa, en Angola, au Malawi, en Afrique du Sud et à La Réunion.

## Description
Le mâle mesure 2,30 mm et la femelle 3,40 mm.

## Étymologie
Cette espèce est nommée en l'honneur d'Eugène Simon.

## Publication originale
- Balzan, 1892 : Voyage de M. E. Simon au Venezuela (Décembre 1887 - Avril 1888). 16e mémoire (1) Arachnides. Chernetes (Pseudoscorpiones). Annales de la Société Entomologique de France, vol. 60, p. 497-552 (texte intégral).